# Bröden
Bröden ist eine Hofschaft in der Stadt Leichlingen (Rheinland) im Rheinisch-Bergischen Kreis.

## Lage und Beschreibung
Bröden liegt nordöstlich des Leichlinger Zentrums auf der Leichlinger Hochfläche am Oberlauf des Schmerbachs nahe der Landesstraße 359. Nachbarorte sind Roderhof, Grünscheid, Pohligshof, Kempen, Hohlenweg, Dierath, Diepenbroich, Oberschmitte, Bennert, Buntenbach, Weide, Waltenrath, Schmerbach, Sankt Heribert, Bergerhof, Bertenrath und Neuland.

## Geschichte
Die Karte Topographia Ducatus Montani aus dem Jahre 1715 zeigt den Hof unter dem Namen a.d.Brüdern. Im 18. Jahrhundert gehörte der Ort zum Kirchspiel Leichlingen im bergischen Amt Miselohe. Auf der Leichlinger Gemarkenkarte von 1803 trägt der Ort den Namen Bröderhof, die Gemeindekarte von 1830 zeigt ihn als Bröde. Die Topographische Aufnahme der Rheinlande von 1824 und die Preußische Uraufnahme von 1844 verzeichnen den Hof als Bröden.
1815/16 lebten 33 Einwohner im Ort. 1832 gehörte Bröden der Bürgermeisterei Leichlingen an. Der laut der Statistik und Topographie des Regierungsbezirks Düsseldorf als Hofstadt kategorisierte Ort besaß zu dieser Zeit zwei Wohnhäuser und sechs landwirtschaftliche Gebäude. Zu dieser Zeit lebten 14 Einwohner im Ort, davon einer katholischen und 13 evangelischen Glaubens.
Im Gemeindelexikon für die Provinz Rheinland werden 1885 drei Wohnhäuser mit 19 Einwohnern angegeben. 1895 besitzt der Ort vier Wohnhäuser mit 19 Einwohnern, 1905 drei Wohnhäuser und acht Einwohner.